# Árvores e bosques sagrados no paganismo e na mitologia germânica

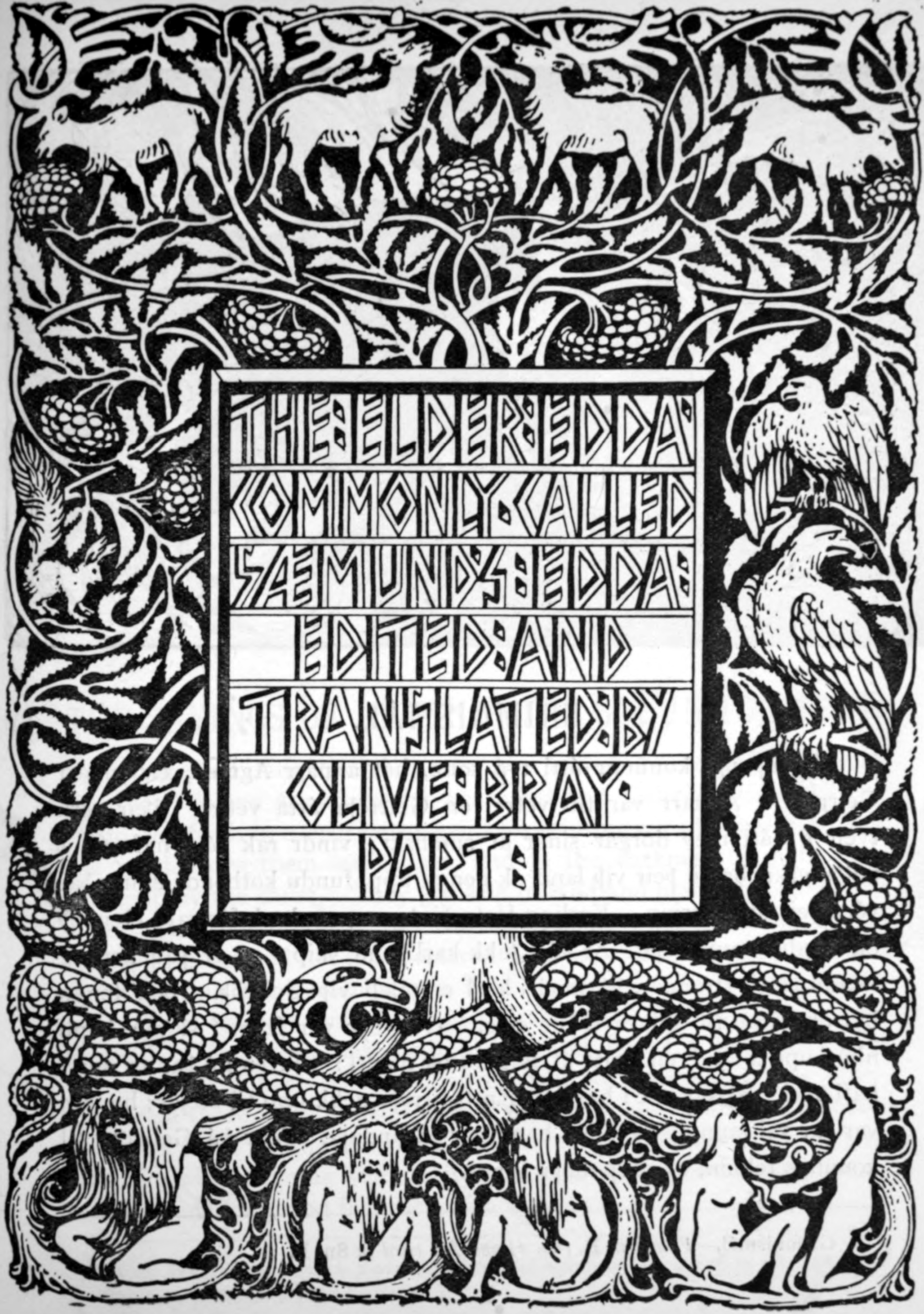
Uma representação estilizada da árvore cosmológica Yggdrasil por WG Collingwood na tradução para o inglês da Edda poética de Olive Bray

As árvores desempenham um papel característico no paganismo germânico e na mitologia germânica, tanto individualmente (árvores sagradas) como em grupos (bosques sagrados). O papel principal das árvores na religião germânica é notado nos primeiros relatórios escritos sobre os povos germânicos, com o historiador romano Tácito afirmando que as práticas de culto germânico ocorriam exclusivamente em bosques e não em templos. Os estudiosos consideram que a reverência e os ritos realizados em árvores individuais são derivados do papel mitológico da árvore do mundo, Yggdrasil; onomástica e algumas evidências históricas também conectam divindades individuais a bosques e árvores individuais. Após a cristianização, as árvores continuam a desempenhar um papel significativo nas crenças populares dos povos germânicos.

## Terminologia
Os povos germânicos pagãos referiam-se aos lugares sagrados por uma variedade de termos e muitas dessas terminologias referiam-se a pedras, bosques e estruturas de templos. Do protogermânico harugaz, um substantivo masculino, desenvolveu o nórdico antigo hǫrgr que significa 'altar', inglês antigo hearg 'altar' e harug do alto alemão antigo que significa 'bosque sagrado, pedra sagrada'. Segundo o filólogo Vladimir Orel, o termo foi emprestado do celta continental * karrikā ou, alternativamente, da mesma fonte não indo-europeia que a fonte celta.  Um termo mais geral para um lugar sagrado era wīhą refletido no nórdico antigo vé. 
O substantivo masculino protogermânico nemedaz , que se desenvolveu no nimid franco antigo ('bosque sagrado'), desenvolvido de forma semelhante ou de outra forma conectado ao nemeton gaulês, ao latim sacellum e nemed do irlandês antigo 'santidade'.  
Outro substantivo masculino protogermânico lauhaz, deu origem a palavras com uma variedade de significados em várias línguas germânicas, incluindo o anglo-saxão lēah, 'prado', baixo alemão médio lo , 'bush' e antigo alto alemão laoh , löh , 'bosque, arbusto'; é cognato do latim lūcus, 'Bosque sagrado'.   
Nomes de lugares escandinavos aparecem com o nome de uma divindade composta por lundr , 'bosque' ou viðr , 'madeira'.